# (74180) 1998 RK26
(74180) 1998 RK26 – planetoida z pasa głównego asteroid okrążająca Słońce w ciągu 4,24 lat w średniej odległości 2,62 j.a. Odkryta 14 września 1998 roku.